# La sfinge del male
La sfinge del male (Ivy) è un film del 1947 diretto da Sam Wood.
È stato presentato in concorso al Festival di Cannes 1947.

## Trama
Nella Londra edoardiana, Ivy Lexton è una donna ambiziosa e desiderosa di vivere nel lusso, frustrata dalla modesta situazione economica del marito, Jervis Lexton. Vedendo nel ricco e affascinante Miles Rushworth un'opportunità per una vita agiata, Ivy decide di conquistarlo, nonostante sia sposata e coinvolta anche in una relazione con l'innamorato dottor Roger Gretorex. Miles è attratto da Ivy ma il suo senso morale lo spinge a respingere ulteriori coinvolgimenti a causa del suo matrimonio. Ivy tenta invano di convincere il marito Jervis a divorziare e, quando questi si rifiuta, decide di eliminarlo avvelenandolo lentamente e cercando di far ricadere la colpa su Roger. L'ispettore Orpington viene chiamato a indagare sulla misteriosa morte di Jervis. Il piano di Ivy per incastrare Roger sembra inizialmente avere successo. Il dottore, completamente devoto a lei, arriva persino a confessare l'omicidio per proteggerla. Tuttavia, l'ispettore Orpington nutre dei sospetti e, parlando con la madre di Jervis, esprime i suoi dubbi sulla colpevolezza di Roger. Le indagini dell'ispettore portano alla luce nuove prove, scagionando Roger. Informato delle manipolazioni di Ivy, Miles prende una decisione definitiva riguardo al loro rapporto. Disperata e smascherata, Ivy si ritrova a fronteggiare le conseguenze delle sue azioni, intrappolata in una situazione sempre più critica. Il suo tentativo di sfuggire alla giustizia la conduce verso un destino drammatico.